# IC 1643
IC 1643 је спирална галаксија у сазвјежђу Кит која се налази на листи објеката дубоког неба у Индекс каталогу.
Деклинација објекта је - 0° 24' 35" а ректасцензија 1h 12m 8,5s. Привидна величина (магнитуда) објекта IC 1643 износи 14,4 а фотографска магнитуда 15,2. IC 1643 је још познат и под ознакама MCG 0-4-33, CGCG 385-25, NPM1G -00.0040, PGC 4328.